# Andrea Grossegger
Andrea Grossegger (Hard, 20 de octubre de 1963) es una deportista austríaca que compitió en biatlón. Ganó una medalla de bronce en el Campeonato Mundial de Biatlón de 1984, en la prueba de velocidad.

## Palmarés internacional
| Campeonato Mundial | Campeonato Mundial | Campeonato Mundial | Campeonato Mundial |
| Año                | Lugar              | Medalla            | Prueba             |
| ------------------ | ------------------ | ------------------ | ------------------ |
| 1984               | Chamonix (Francia) | Medalla de bronce  | Velocidad          |